# Collet de Contraix
El Collet de Contraix és una collada que es troba en el terme municipal de la Vall de Boí, a la comarca de l'Alta Ribagorça, i dins del Parc Nacional d'Aigüestortes i Estany de Sant Maurici.
Respecte al nom, «fora de Sarradé i de Colomers d'Espot, és l'única de les grans valls afluents del St. Nicolau que hi desaigua per la dreta, mentre que les altres nou valls hi venen totes per l'esquerra. D'ací el nom, valls contràries. El terme Contraig és un barbarisme introduït per enginyers i cartògrafs».
El coll està situat a 2.748,0 metres d'altitud, entre el Pic de l'Estany de Contraix (NE) i el Pic de Contraix (SO); comunica la Vall de Colieto (NO) i la Vall de Contraix (SE).

## Rutes[3]
Ambdues rutes coincideixen amb els dos trams de l'etapa de la travessa Carros de Foc que uneix els dos refugis:
- Des del Refugi Joan Ventosa i Calvell, per la Vall de Colieto.
- Des del Refugi d'Estany Llong, per la Vall de Contraix.